# 國會山莊 (加拿大)

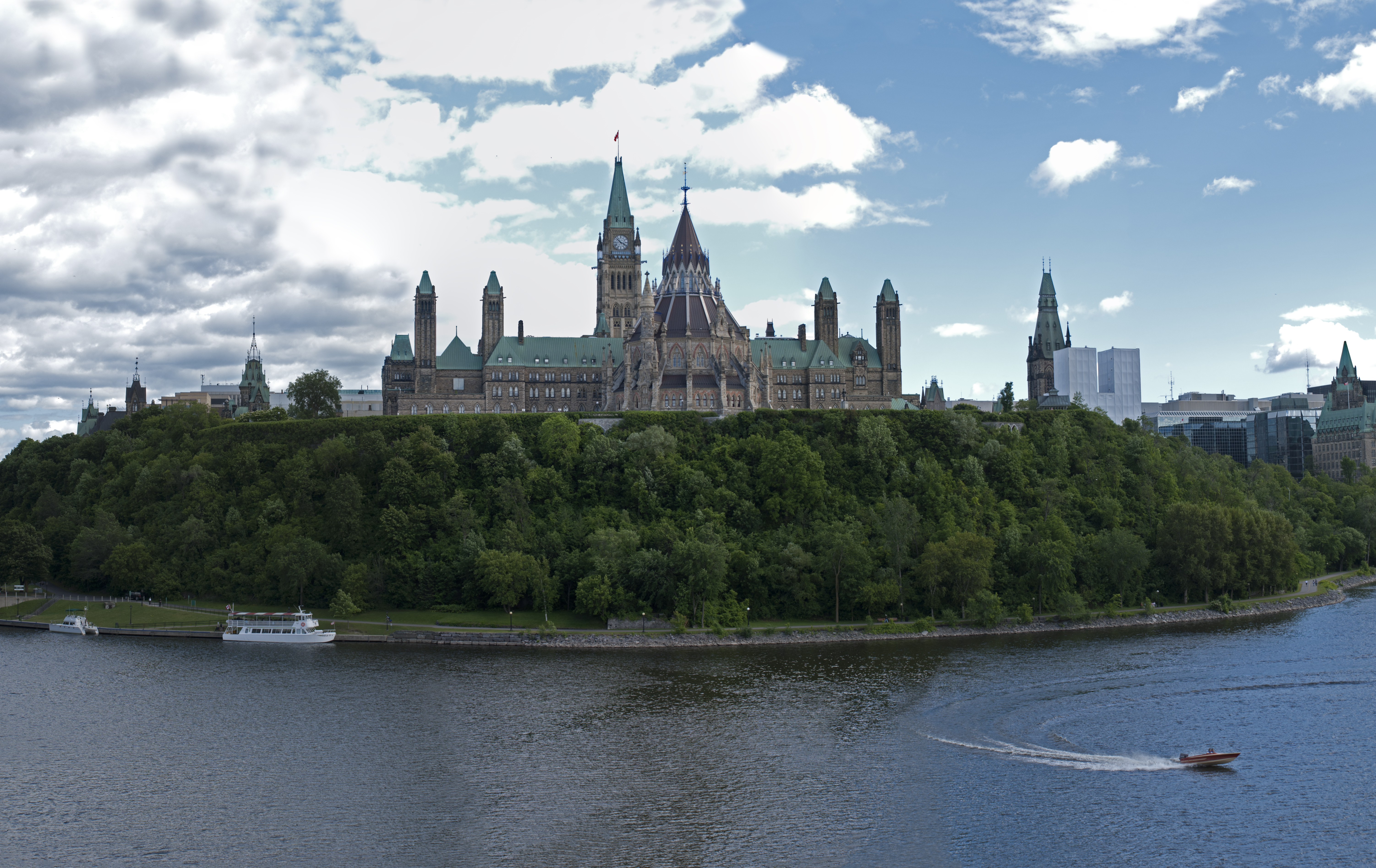
國會山莊

國會山莊（英語：Parliament Hill）位於加拿大安大略省渥太華市中心，坐落渥太華河南岸的官地，為加拿大國會建築群所在。國會建築呈哥德復興風格，加上其政治核心地位，每年吸引約300萬人次的訪客到此遊覽。

## 歷史
國會山莊所在的山丘由石灰石構成，表面的原始森林則充斥著櫸木和鐵杉，為渥太華河上一座主要路標，數百年來為原住民、歐裔皮毛交易員和探險家指點了通往北美洲内陸之路。現渥太華的前身拜敦聚落（Bytown）形成後，麗都運河開通至此，而這座山丘則成為一個軍事基地所在，並取名為軍營山（Barrack Hill）。當局原計劃在此設立一座要塞，但最終沒有成事。

### 議會選址

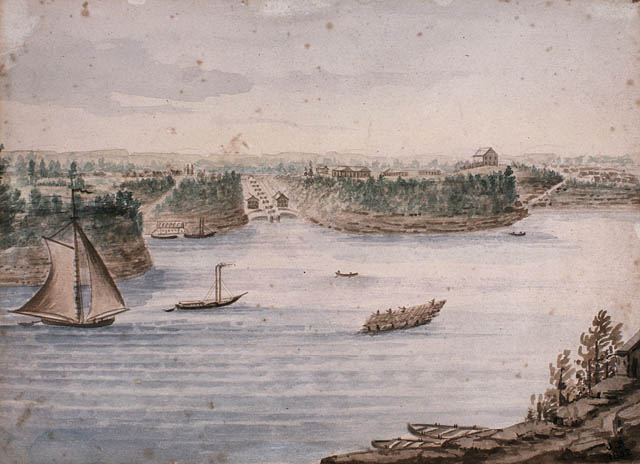
1832年渥太華河一景，圖中為麗都運河的渥太華水閘，圖右則為軍營山（現國會山莊）

1858年，維多利亞女王將加拿大省的首府定於拜敦；由於軍營山地理上淩駕於拜敦鎮址和渥太華河之上，加上該片土地的業權已歸政府所有，當局因此決定將加拿大省的議會建築設置於此。加拿大省工務局於同年5月7日對外徵求議會建築設計，總共收取298份方案。得選方案於1859年8月29日公佈，議會中央大樓（Centre Block）、東西兩側的辦公大樓和總督官邸各由不同建築師設計。中央大樓預算造價為30萬元，而東西兩側辦公大樓的預算造價則各為12萬元。

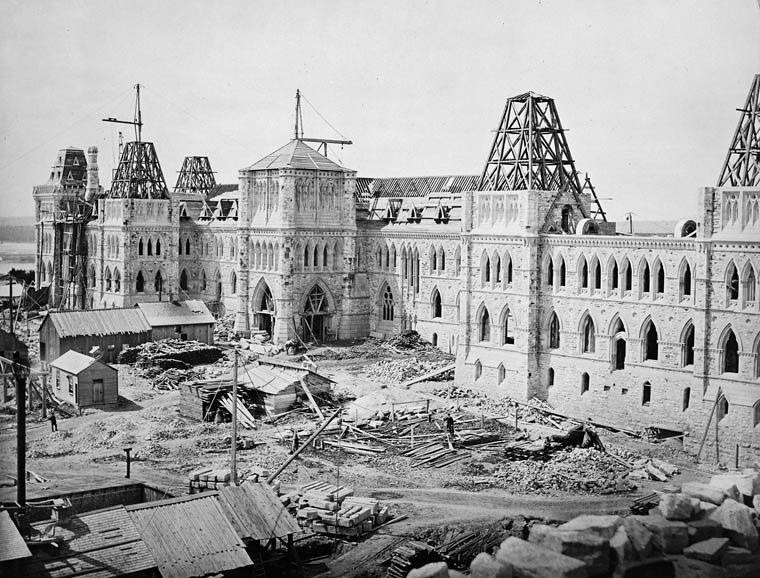
興建中的議會中央大樓（1863年）

### 加國政治核心
議會建築於1859年12月20日動土，翌年4月16日起奠石，而威爾斯親王阿爾伯特·愛德華（即後來的國王愛德華七世）則於1860年9月1日為中央大樓奠下基石；國會山莊為當時北美的最大型建築工程。工程人員較預期早挖掘至基岩，因此需進行爆破才可完成地基工程。到了1861年初，工務局報告顯示項目開支已超越140萬元，當局遂於同年9月暫停工程。政府再於1862年成立調查委員會探討問題癥結，而工程則於1863年重新展開。
國會山莊工程完結之前，英屬北美當中三個殖民地－加拿大省（包括現安大略和魁北克）、新伯倫瑞克和新斯科舍－於1867年7月1日締結成加拿大聯邦，而渥太華亦成為加拿大聯邦的首都。往後四年内曼尼托巴、卑詩、愛德華王子島和西北地區（包括現艾伯塔、萨斯喀彻温、育空地區、西北地區和努纳武特）相繼加入加拿大聯邦，令聯邦政府公務員數目遞增，議會亦需容納來自曼尼托巴、卑詩和愛德華王子島的新議員，國會山莊建築群的辦公空間因此已不敷應用。
國會山莊建築群工程到1876年已告完成，但建築周圍的園藝設計則尚未妥善。總督德芙靈侯爵指派首席建築師史葛（Thomas Scott）到紐約市與中央公園設計師沃克斯（Calvert Vaux）會面，並考察該公園。沃克斯制定了國會山莊的園藝佈局（包括現有的車道、平台和大草坪），而史葛則設計了建築群側邊和背後的次要園地。

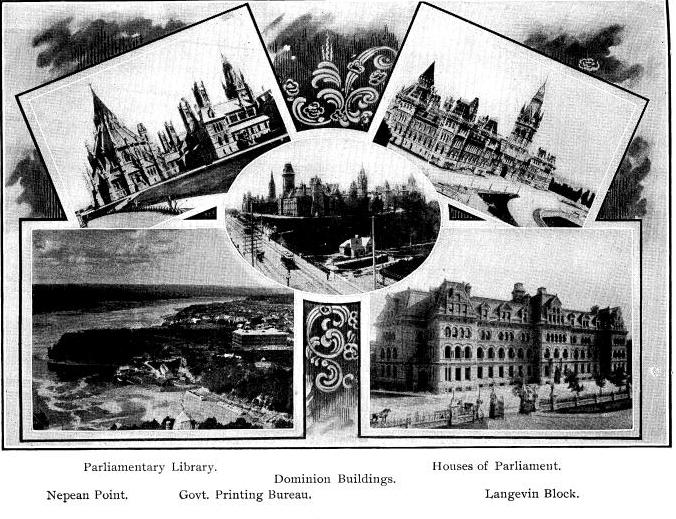
1904年的國會山莊

1901年1月維多利亞女王駕崩後，加拿大的官方悼念儀式在此舉行；同年初夏，維多利亞的孫子康和公爵喬治王子（即後來的國王喬治五世）為國會山莊上的維多利亞雕像揭幕。

### 大火之後

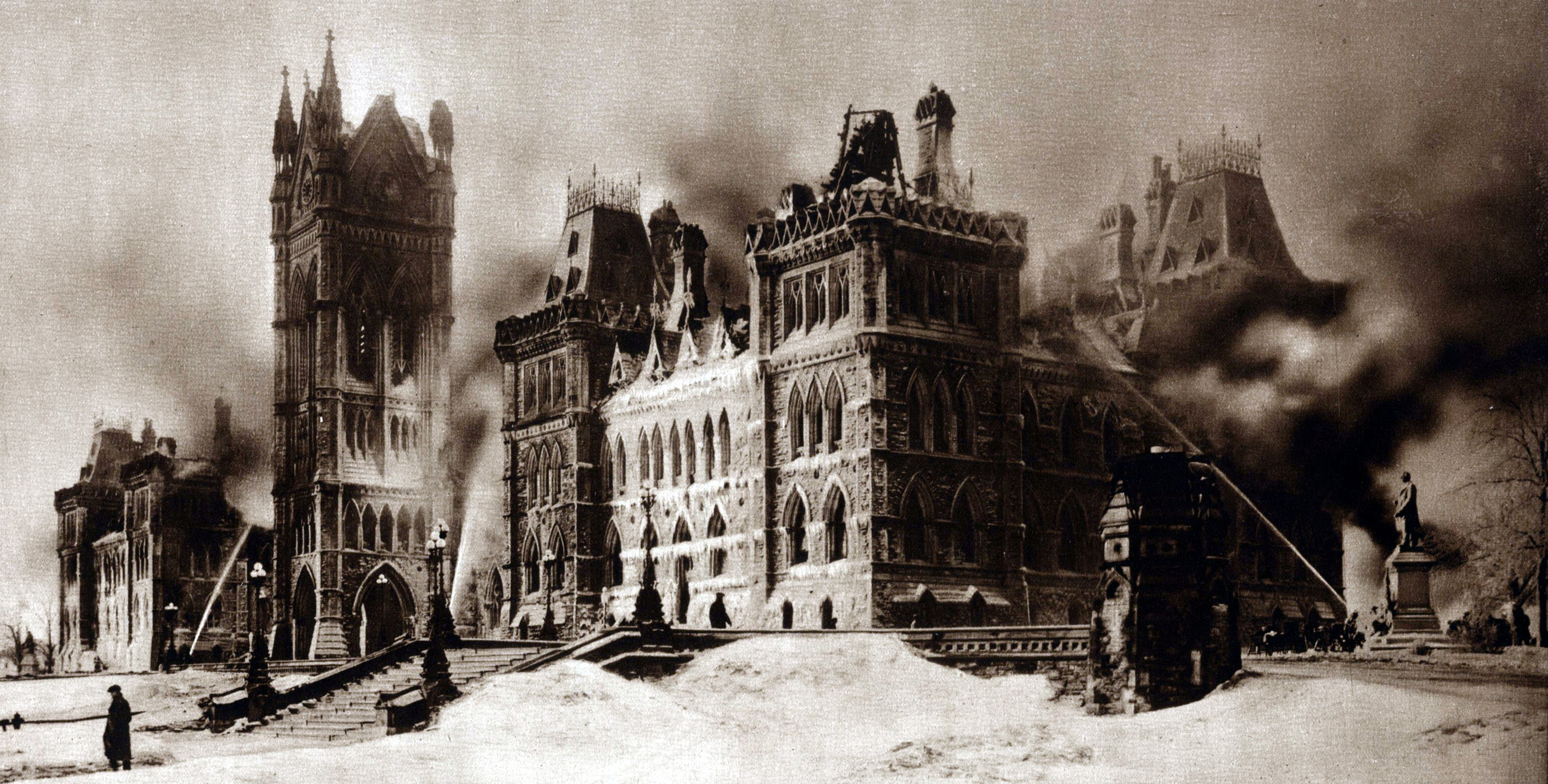
焚燒中的國會大樓（1916年）

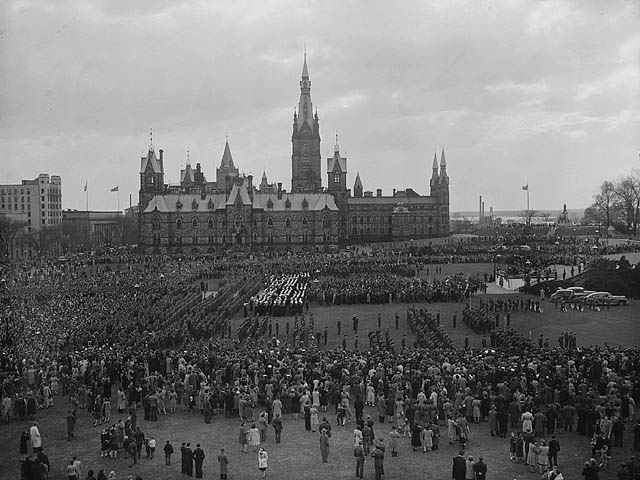
民眾在國會山莊慶祝第二次世界大戰歐戰勝利紀念日（1945年5月8日）

國會中央大樓在1916年2月3日一場火警中焚毀；總督康諾特公爵阿瑟王子於同年9月1日為大樓重奠其原有的基石。大樓於11年後重建完畢，其中央鐘樓名為和平塔以紀念在第一次世界大戰陣亡的加拿大軍人。
國會山莊此後成為加國歷史中數項重要事件的舞台：
- 1939年5月19日：國王喬治六世與王后伊麗莎白到訪，成為首位親臨加拿大國會的在位加國君主
- 1965年2月15日：加拿大的新國旗楓葉旗首次在和平塔旗杆升起
- 1982年4月17日：加拿大從英國取回立憲權，女王伊利沙伯二世親臨國會確立《1982年憲法法令》

國會山莊上的車道過往一直有限度容許普羅大眾的汽車行駛。1989年4月，一部載有11名乘客，從紐約市前往蒙特婁途中的灰狗巴士被一名持械男子騎劫並駛至國會中央大樓對出的草坪，該男子隨之與警方對峙八小時，期間雙方總共開了三槍，但無人受傷。1996年9月，另一名男子駕駛自己的汽車衝破國會中央大樓大門，之外跳出車外並襲擊在場守衛的皇家加拿大騎警警官。經過這兩次事件後，國會山莊上的車道自此只容許政府和媒體車輛行駛。

### 連環槍擊案
2014年10月22日，發生連環槍擊案。

### 中央大樓翻新
2021年6月，國會山莊中央大樓關閉並開啟為期至少十年的維修工程，預計2030年完工，加拿大上議院和下議院分別移址渥太華政府會議中心和國會山西區大樓。

## 外部連結
- （英文）加拿大聯邦政府網站 國會山莊頁面